# Boeica confertiflora
Boeica confertiflora là một loài thực vật có hoa trong họ Tai voi. Loài này được (Drake) Pellegr. mô tả khoa học đầu tiên năm 1926.